# Andrea Migno

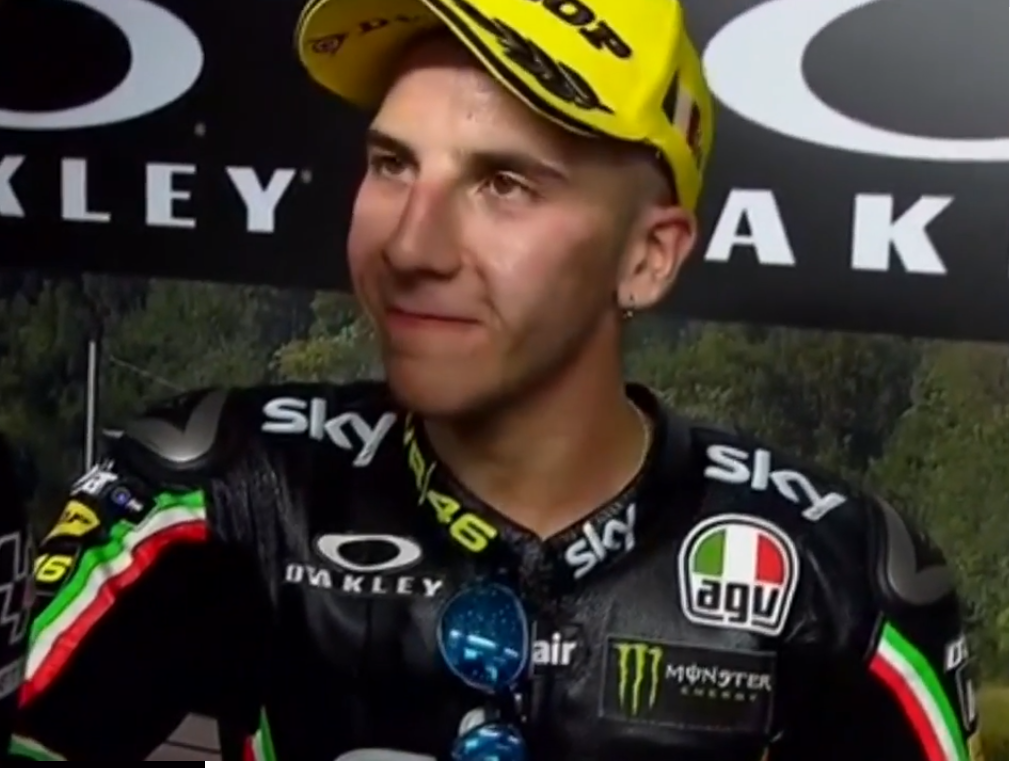
Andrea Migno

Andrea Migno, född 10 januari 1996 i Cattolica, är en italiensk roadracingförare. Han tävlar i Moto3-klassen i världsmästerskapen i Grand Prix Roadracing.
Innan Migno kom till VM hade han tävlat i de italienska 125-kubiksmästerskapen och 2011 körde han både Red Bull Rookies Cup och de öppna spanska mästerskapen (CEV). Han fortsatte i spanska Moto3-mästerskapen de kommande åren. 2014 körde han där för VR46-teamet, Valentino Rossis plantskola för italienska roadracingförare, när han fick chansen att hoppa in i Mahindras fabriksteam i Moto3-VM efter halva säsongen. Migno kom åtta i San Marinos GP, annars blev det inga poängplaceringar. Han fick dock åter kontrakt med Sky Racing Team VR46 2015. Migno kom på 19:e plats i VM med 35 inkörda poäng. Han fick dock fortsatt förtroende hos VR46 2016 och första pallplatsen tog han genom att sluta trea i TT Assen. Säsongen 2017 vann Migno sitt första Grand Prix, nämligen Italiens Grand Prix på Mugellobanan. Han kom nia i VM. Till 2018 bytte Migno team till Aspar Team, men fortsatt på KTM. Han kom elva i mästerskapet. Säsongen 2019 bytte Migno team igen, till Bester Capital Dubai.

## Framskjutna placeringar
Uppdaterad till 2021-04-19.
| Nr | Grand Prix | År   |
| -- | ---------- | ---- |
| 1  | TT Assen   | 2016 |

| Nr | Grand Prix | År   |
| -- | ---------- | ---- |
| 1  | TT Assen   | 2016 |
| 2  | Valencia   | 2016 |
| 3  | Frankrike  | 2018 |
| 4  | Amerika    | 2019 |
| 5  | Portugal   | 2021 |